# Erioptera cladophoroides
Erioptera cladophoroides är en tvåvingeart som beskrevs av Alexander 1921. Erioptera cladophoroides ingår i släktet Erioptera och familjen småharkrankar. Inga underarter finns listade i Catalogue of Life.